# رنگ شگفت‌انگیز روح
رنگِ شگفت‌انگیزِ بعد یا رنگِ شگفت‌انگیزِ روح (انگلیسی: The Astonishing Color of After) یک رمان برای جوانان نوشته امیلی ایکس. آر. پن است که در ۲۰ مارس ۲۰۱۸ منتشر شده است. این رمان به موضوعاتی از جمله خودکشی و سلامت روان از طریق داستان یک نوجوان دو نژادی، لی، که در جستجوی مادرش است؛ لی معتقد است به دنبال خودکشی او، مادرش به پرنده‌ای قرمز تبدیل شده است. او پرنده را به تایوان، زادگاه مادرش تعقیب می‌کند، جایی که برای اولین‌بار با پدربزرگ و مادربزرگش ملاقات کرده و سعی می‌کند قبل از پایان ماه سنتی ارواح، آنچه را که پرنده سعی دارد به او بیاموزد، بیاموزد. در طول داستان، لی از رنگ‌ها برای توصیف احساسات و هنر خود به‌عنوان راهی برای پردازش اندوه خود استفاده می‌کند. در این میان او با پدرش نیز درگیر است که باور نمی‌کند غم و اندوه خود را تحمل کرده و همچنین فکر می‌کند باید به‌دنبال چیزی عملی‌تر از هنر باشد.
رنگ شگفت‌انگیزِ روح بازنمایی فرهنگی آسیایی-آمریکایی و همچنین به تصویر کشیدن موضوعاتی مانند سلامت روان و خودکشی نوجوانان، منجر به بحث‌های انتقادی و علمی درباره‌ی ارزش آموزشی رمان شده است.
تایم، رنگ شگفت‌انگیزِ روح را در فهرست «۱۰۰ بهترین کتاب YA در تمام دوران» خود قرار داد.  ترجمه فارسی این اثر  در نشر پرتقال منتشر شده است.